# Типперэри (графство)
Типперэри (ирл. Tiobraid Árann; англ. Tipperary) — графство на юге Ирландии. Входит в состав провинции Манстер на территории Республики Ирландии. Население 158 754 человек (8-е место среди графств Республики Ирландия; данные 2011 г.).
До 2014 подразделялось на два административных графства — Северный Типперэри и Южный Типперэри с административными центрами Нина и Клонмел соответственно.

## География
Рельеф на востоке и севере — равнинны, а на западе — небольшие горные массивы. Главная река графства — Шур с притоками Бляк-Ривер, Онор, Ахерлоу и Тар; много озёр. Из городов самые значительные Клонмел, Тёрлс, Типперэри, Нина, Кашел.

## История
В 1328 году Типперэри было пожаловано графам Ормонд.
В начале XX века население графства насчитывало около 172 тысяч жителей, из которых более 90 % составляли католики. Типперэри славилось как одно из плодороднейших графств Ирландии; особенной известностью пользовалась так называемая «Золотая долина» (Golden Vale). Население уменьшалось из-за эмиграции в США.